# Ute-Beatrix Giebel
Ute-Beatrix Giebel ist eine deutsche Theologin, Journalistin und Filmemacherin.

## Leben
Die ehemalige Vizepräsidentin des Katholischen Deutschen Frauenbundes (KDFB) arbeitet in der SWR-Fernsehredaktion Religion-Gesellschaft-Kirche der SWR-Fernsehredaktion Religion. Ute-Beatrix Giebel beschäftigt sich mit Fundamentalismus in Judentum, Christentum und Islam (Fanatisch, fundamentalistisch, fromm, 2007). Sie berichtete auch über Sexskandale in der katholischen Kirche (wie den Skandal im Priesterseminar von St. Pölten) und Sufismus in Deutschland (in dem Film Sufis in der Eifel über einen Zweig des Naqschbandī-Ordens).

## Schriften
- Zs. mit Verena Wodtke-Werner (Hrsg.): Aus Respekt vor den Menschen. Streitbar, politisch, engagiert – Hanna-Renate Laurien. Schwabenverlag, Ostfildern 1998, ISBN 3-7966-0927-9.

## Filmografie
- Das Sex-Tabu. Priesterseminare im Zwielicht. Ein Film von Ute-Beatrix Giebel und Thomas Leif, 30 Min., Erstsendung: ARD, 22. August 2004
- Der deutsche Papst (2011)
- Wahl im Vatikan: das Konklave (Regie: Ute-Beatrix Giebel)
- Fanatisch, fundamentalistisch, fromm (2007)
- „Wie bringt man Gott zum Lachen …“ Sufis in der Eifel, SWR 2007 (bei Youtube.com: I, II III)